# دایان الیس
دایان الیس (انگلیسی: Diane Ellis؛ ۲۰ دسامبر ۱۹۰۹ – ۱۵ دسامبر ۱۹۳۰) یک هنرپیشه اهل ایالات متحده آمریکا بود. 